# Sorø Akademi

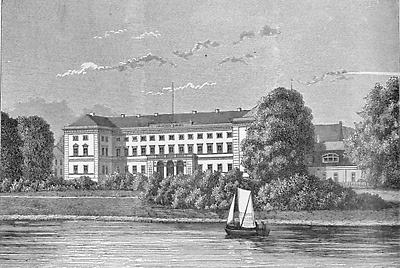
Sorø Akademi i slutet av 1800-talet

Sorø Akademi är ett tidigare namn på en skola i den danska staden Sorø på Själland. Dess ursprung är Sorø kloster som Skjalm Hvides söner grundade på 1100-talet.

## Historia
Sorø kloster, ett cisterciensmunkkloster, som fick sin slutliga organisation av Absalon Hvide 1161, var ett av de viktigaste i Danmark. Dess abbotar hörde till rikets främsta prelater och hade säte i riksrådet. Munkarna i Sorø kloster arbetade även med Danmarks historia. Broder Niels, den danska rimkrönikans författare, var munk i Sorø.
År 1586 ombildades klostret till en skola och uppfostringsanstalt för 30 adliga och 30 borgerliga gossar. År 1623 upprättades vidare en riddarakademi, som besöktes av de kungliga prinsarna och unga adelsmän, men den nedlades redan 1655. Akademien återupprättades 1747, då Ludvig Holberg  skänkte sitt baroni dit. Det hade många ansedda vetenskapsmän som professorer. De sysselsatte sig i med danska språket och dansk historia. Akademien upphörde 1793. År 1822 upprättades i Sorø en lärd skola som 1826 förenades med en akademi. Den fick dock aldrig någon större betydelse och nedlades 1849.
Numera finns endast ett gymnasium med 470 elever; institutionen bär namnet Sorø Akademis Skole. Sorø akademis tillgångar har till stor del använts till att främja många andliga ändamål. Den av Nikolaj Frederik Severin Grundtvig 1838 framkastade tanke, som 1847 vann Kristian VIII:s gillande, att upprätta ett stort folkuniversitet, har dock inte kunnat förverkligas.
Soransk tidsskrift (sex band, 1865-1912) innehåller bidrag till akademiens nyare historia.

## Byggnader m.m.
Sorø kyrka, som byggdes av Absalon Hvide, är vilostad för honom och många av Skjalm Hvides övriga ättlingar samt för kungarna Kristoffer II, Valdemar Atterdag och Olof Håkansson, samt Ludvig Holberg. Drottning Margareta blev, som hon själv önskade, begravd i kyrkan 1412, men 1413 fördes hennes kvarlevor till Roskilde och hon är nu begravd i Roskilde domkirke.
I Akademiträdgården ("Akademihaven") avtäcktes 1898 en staty av Holberg, skapad av professor Vilhelm Bissen, med komedins och historiens muser på ömse sidor om sockeln.